# Лович (Радомщанський повіт)
Лович (пол. Łowicz) — село в Польщі, у гміні Кобелі-Великі Радомщанського повіту Лодзинського воєводства.
Населення — 230 осіб (2011).
У 1975-1998 роках село належало до Пйотрковського воєводства.

## Демографія
Демографічна структура станом на 31 березня 2011 року:
|          | Загалом | Допрацездатний вік | Працездатний вік | Постпрацездатний вік |
| -------- | ------- | ------------------ | ---------------- | -------------------- |
| Чоловіки | 109     | 20                 | 82               | 7                    |
| Жінки    | 121     | 32                 | 68               | 21                   |
| Разом    | 230     | 52                 | 150              | 28                   |